# Rhododendron burmanicum
Rhododendron burmanicum är en ljungväxtart som beskrevs av Hutchinson. Rhododendron burmanicum ingår i släktet rododendron, och familjen ljungväxter. Inga underarter finns listade i Catalogue of Life.

## Bildgalleri

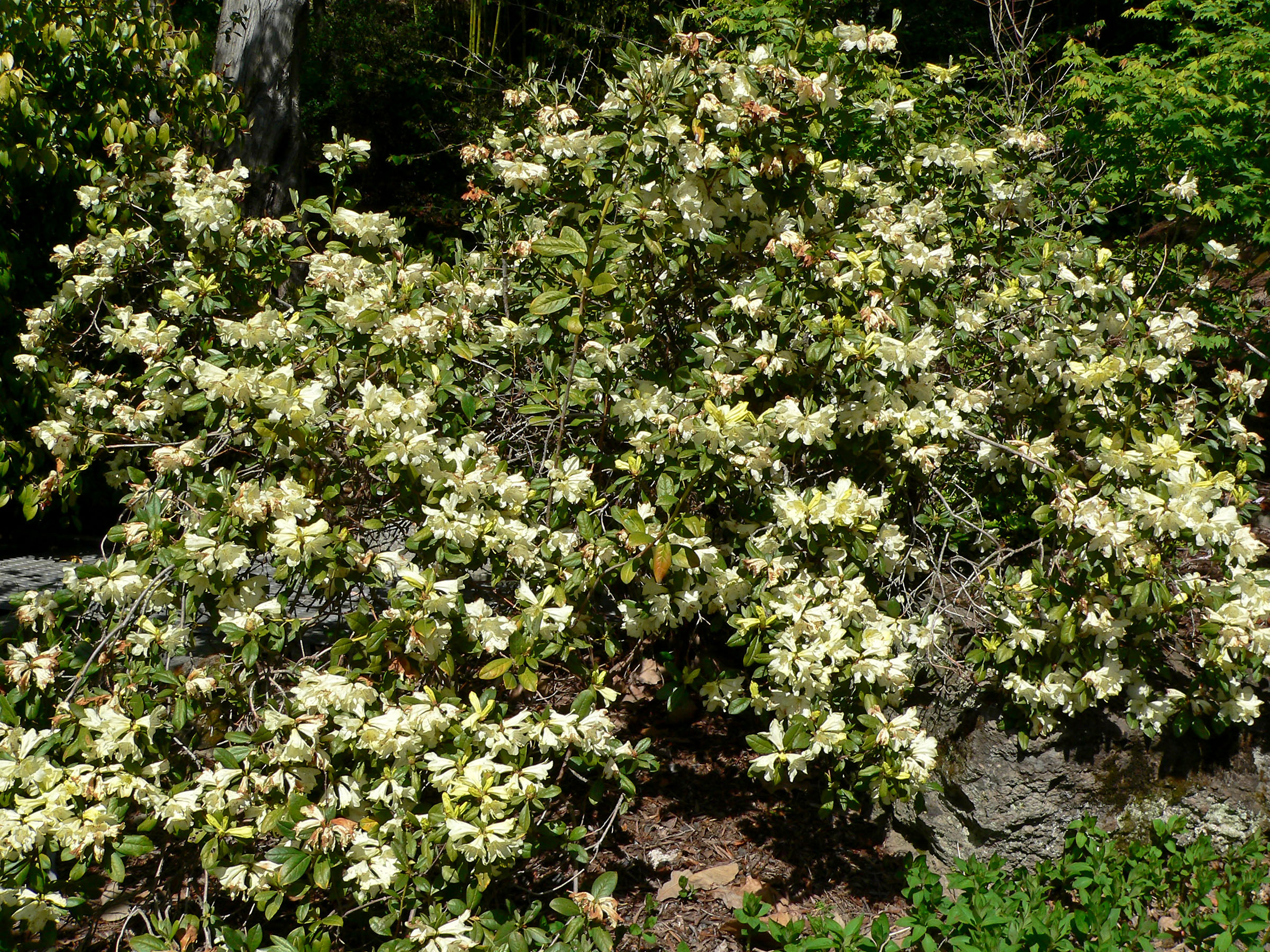
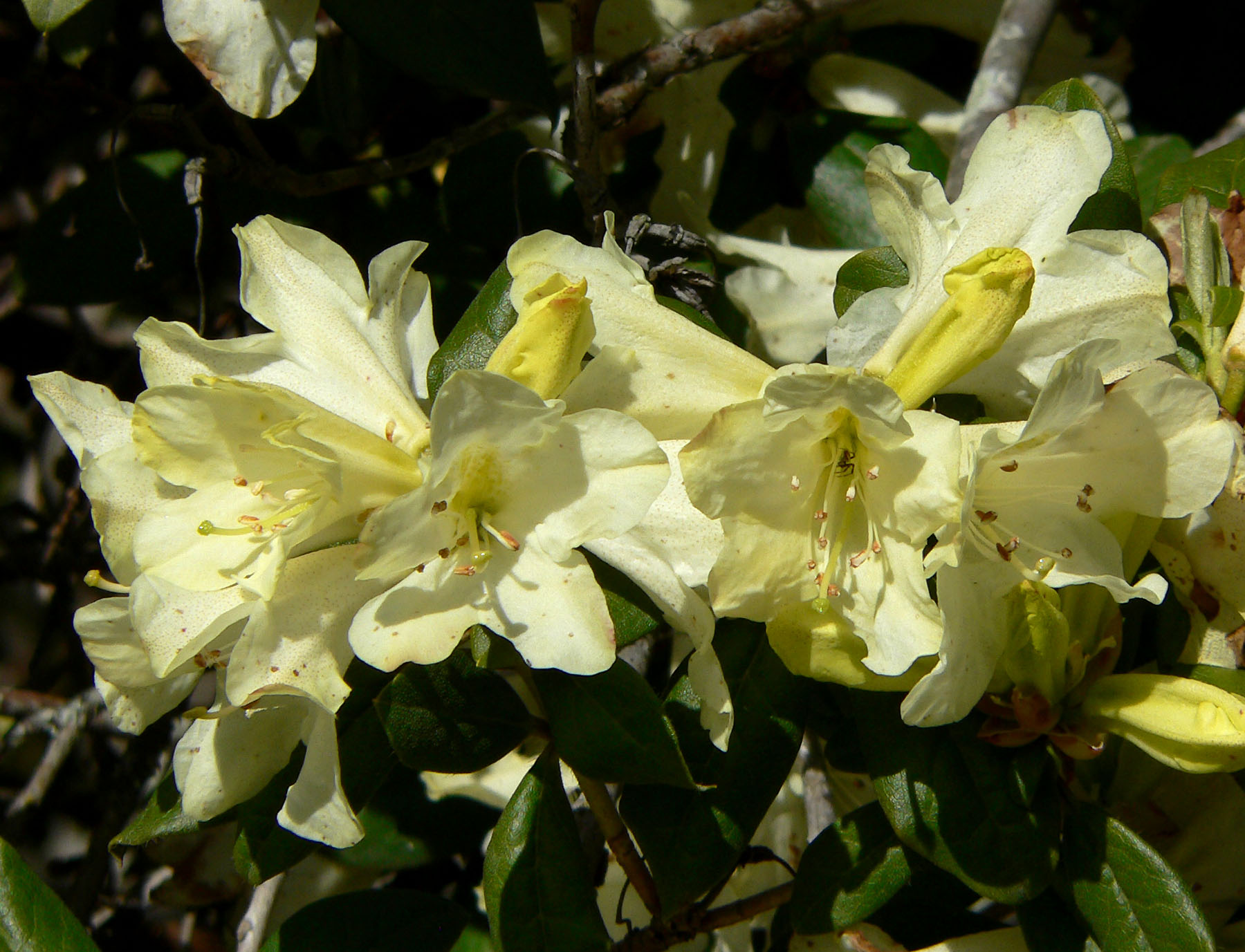
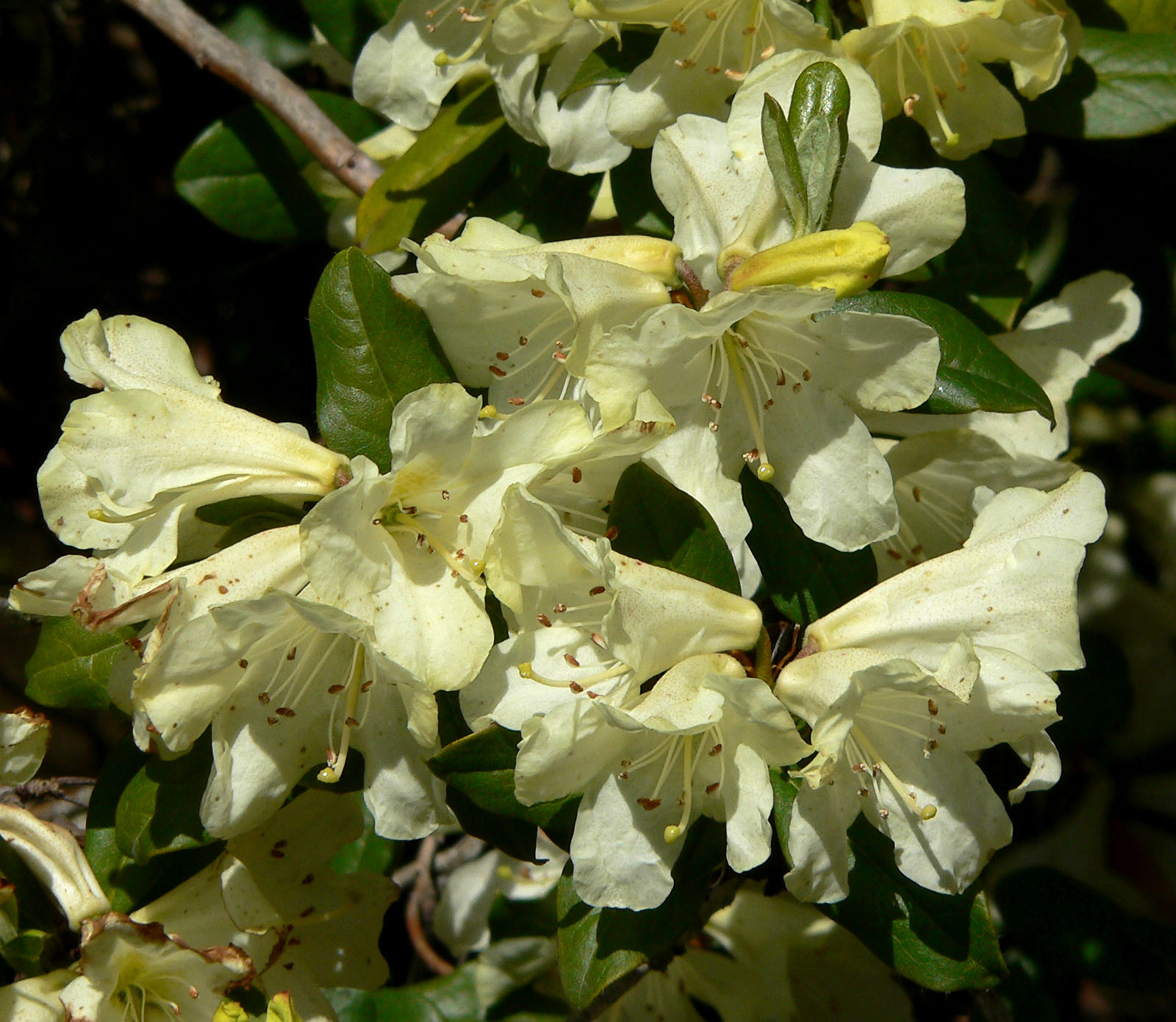